# بيشاوك
بيشاوك (بالفارسية: پیشاوک) هي قرية تقع في قسم بيزكي الريفي (مقاطعة تشناران) في إيران. يقدر عدد سكانها بـ 19 نسمة بحسب إحصاء 2016.